# Chuyến bay 193 của Tara Air
Chuyến bay 193 của Tara Air là một chuyến bay nội địa, khởi hành từ Sân bay Pokhara ở Pokhara, Nepal, đi Sân bay Jomsom tại thị trấn Jomsom. Vào ngày 24 tháng 2 năm 2016, 10 phút sau khi cất cánh, chiếc máy bay, một chiếc de Havilland Canada DHC-6 Twin Otter, số đăng ký 9N-AHH, mất tích cùng 23 người trên chuyến bay.
Quân đội Nepal đã điều động 3 máy bay trực thăng đi tìm chiếc máy bay biến mất. Vài giờ sau, Nhiều mảnh vỡ được tìm thấy tại một địa điểm gần làng Dana, Quận Myagdi, cùng với thi thể của nạn nhân. Trong số 23 người trên chuyến bay, không ai sống sót.

## Hành khách
Trong số 20 hành khách trên máy bay, 18 người trong đó có cả trẻ em là người Nepal, một công dân Hồng Kông, và một công dân Kuwait.
| Quốc tịch | Số hành khách | Phi hành đoàn | Tổng cộng |
| --------- | ------------- | ------------- | --------- |
| Nepal     | 18            | 3             | 21        |
| Hong Kong | 1             | 0             | 1         |
| Kuwait    | 1             | 0             | 1         |
| Total     | 20            | 3             | 23        |